# NGC 4068
NGC 4068 est une galaxie irrégulière naine, magellanique relativement rapprochée et située dans la constellation de la Grande Ourse. NGC 4068 a été découverte par l'astronome germano-britannique William Herschel en 1789. Cette galaxie a aussi été observée par l'astronome français Guillaume Bigourdan le 11 mars 1886 et elle a été inscrite à l'Index Catalogue sous la désignation IC 757.

## Caractéristiques
La classe de luminosité de NGC 4068 est V-VI et elle présente une large raie HI.

### Distance
Sa vitesse par rapport au fond diffus cosmologique est de 388 ± 13 km/s, ce qui correspond à une distance de Hubble de 5,72 ± 0,44 Mpc (∼18,7 millions d'al).
À ce jour, neuf mesures non basées sur le décalage vers le rouge (redshift) donnent une distance de 4,593 ± 0,690 Mpc (∼15 millions d'al), ce qui est à l'intérieur des valeurs de la distance de Hubble. Mais, puisque cette galaxie est relativement rapprochée du Groupe local, cette distance est peut-être plus près de sa distance réelle que la distance de Hubble. Notons que c'est avec la valeur moyenne des mesures indépendantes, lorsqu'elles existent, que la base de données NASA/IPAC calcule le diamètre d'une galaxie.

## Masse de NGC 4068
Selon un article publié en 2022, la masse de gaz froid de NGC 4068 est égale à (1,23 ± 0,14) × 108 {\displaystyle M_{\odot }} ce qui représente une fraction égale à 0,92 ± 0,10 de la masse de la galaxie .  Ces données permettent de calculer la masse de la galaxie, calcul qui donne une masse de (1,34 ± 0,22) × 108{\displaystyle M_{\odot }}.

## Groupe de M101
Dans un article publié en 1998, Abraham Mahtessian indique que NGC 4068 fait partie d'un vaste groupe qui compte plus de 80 galaxies, le groupe de M101. Plusieurs galaxies de la liste de Mahtessian se retrouvent également dans d'autres groupes décrit par A.M. Garcia, soit le groupe de NGC 3631, le groupe de NGC 3898, le groupe de M109 (NGC 3992), le groupe de NGC 4051, le groupe de M106 (NGC 4258) et le groupe de NGC 5457. Mais, NGC 4068 ne se retrouve dans aucun de ces groupes.
Plusieurs galaxies des six groupes de Garcia ne figurent pas dans la liste du groupe de M101 de Mahtessian. Il y a plus de 120 galaxies différentes dans les listes des deux auteurs. Puisque la frontière entre un amas galactique et un groupe de galaxie n'est pas clairement définie (on parle de 100 galaxies et moins pour un groupe), on pourrait qualifier le groupe de M101 d'amas galactique contenant plusieurs groupes de galaxies.

## Superamas de la Vierge (Superamas local)
Le groupe de M101 fait partie de l'amas de la Grande Ourse, l'un des amas galactiques du superamas de la Vierge.